# Mike Denayer
Mike Denayer (26 april 1989) is een Belgisch rolstoeltennisser (enkel- en dubbelspel).
Denayer begon te tennissen toen hij tien jaar oud was. In 2004 eindigde hij als derde in de World Cup in Nieuw-Zeeland, samen met Joachim Gérard. In 2005 en 2006 werd Gérard wereldkampioen bij de junioren.
Denayer nam voor België voor het eerst deel aan de Paralympische Zomerspelen 2012 in Londen, waar hij in de eerste ronde reeds uitgeschakeld werd. In Rio de Janeiro nam hij voor de tweede maal deel aan de Paralympische Zomerspelen – ook daar strandde hij in de eerste ronde. In het dubbelspel vormde hij een duo samen met Joachim Gérard – zij werden in de tweede ronde uitgeschakeld met 1-2 door het Spaanse duo Daniel Caverzaschi en Martin De La Puente.